# Route nationale 71
Die Route nationale 71, kurz N 71 oder RN 71, war eine französische Nationalstraße.
Sie wurde 1824 zwischen Troyes und der N5 südlich von Baigneux-les-Juifs festgelegt. Sie geht auf die Route impériale 89 zurück. Ihre Länge betrug 109 Kilometer. 1845 wurde die N5 auf eine neue Trasse verlegt und die N71 verlängerte sich dadurch bis Dijon. Dadurch stieg die Länge auf 151 Kilometer. 2006 erfolgte die Abstufung.